# Duvalia sulcata
Duvalia sulcata är en oleanderväxtart. Duvalia sulcata ingår i släktet Duvalia och familjen oleanderväxter.

## Underarter
Arten delas in i följande underarter:
- D. s. seminuda
- D. s. somalensis
- D. s. sudanensis
- D. s. sulcata